# Anastrepha
Anastrepha este un gen de muște din familia Tephritidae.

## Galerie

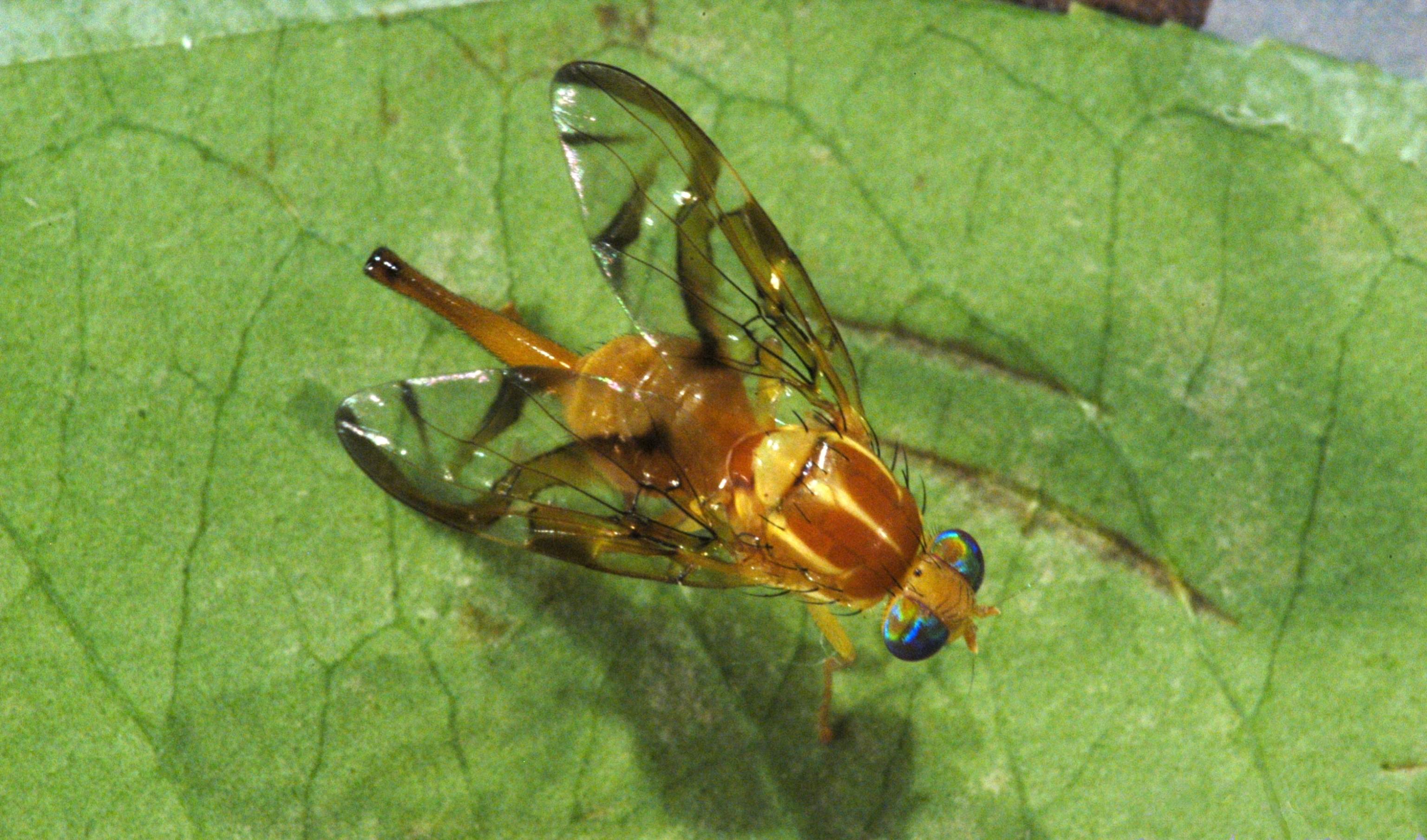

## Specii[1]
- Anastrepha aberrans
- Anastrepha acidusa
- Anastrepha acris
- Anastrepha aczeli
- Anastrepha alveata
- Anastrepha alveatoides
- Anastrepha amita
- Anastrepha amnis
- Anastrepha ampliata
- Anastrepha anduzei
- Anastrepha anomala
- Anastrepha anomoiae
- Anastrepha antilliensis
- Anastrepha antunesi
- Anastrepha aphelocentema
- Anastrepha apicata
- Anastrepha aquila
- Anastrepha atrigona
- Anastrepha atrox
- Anastrepha avispa
- Anastrepha bahiensis
- Anastrepha barbiellinii
- Anastrepha barnesi
- Anastrepha barrettoi
- Anastrepha belenensis
- Anastrepha benjamini
- Anastrepha bezzii
- Anastrepha bicolor
- Anastrepha binodosa
- Anastrepha bistrigata
- Anastrepha bivittata
- Anastrepha bondari
- Anastrepha borgmeieri
- Anastrepha brunnealata
- Anastrepha buscki
- Anastrepha canalis
- Anastrepha castanea
- Anastrepha castilloi
- Anastrepha caudata
- Anastrepha chiclayae
- Anastrepha cocorae
- Anastrepha compressa
- Anastrepha concava
- Anastrepha conjuncta
- Anastrepha connexa
- Anastrepha consobrina
- Anastrepha convoluta
- Anastrepha cordata
- Anastrepha coronilli
- Anastrepha costalimai
- Anastrepha crebra
- Anastrepha cruzi
- Anastrepha cryptostrepha
- Anastrepha curitis
- Anastrepha daciformis
- Anastrepha debilis
- Anastrepha dentata
- Anastrepha dissimilis
- Anastrepha distans
- Anastrepha distincta
- Anastrepha doryphoros
- Anastrepha dryas
- Anastrepha duckei
- Anastrepha edentata
- Anastrepha elegans
- Anastrepha elongata
- Anastrepha enkerlini
- Anastrepha ethalea
- Anastrepha fenestrata
- Anastrepha fernandezi
- Anastrepha fischeri
- Anastrepha flavipennis
- Anastrepha flavissima
- Anastrepha fractura
- Anastrepha fraterculus
- Anastrepha freidbergi
- Anastrepha fumipennis
- Anastrepha furcata
- Anastrepha fuscicauda
- Anastrepha galbina
- Anastrepha gigantea
- Anastrepha grandicula
- Anastrepha grandis
- Anastrepha greenei
- Anastrepha guianae
- Anastrepha hamadryas
- Anastrepha hamata
- Anastrepha hambletoni
- Anastrepha hastata
- Anastrepha haywardi
- Anastrepha hermosa
- Anastrepha insulae
- Anastrepha integra
- Anastrepha interrupta
- Anastrepha irradiata
- Anastrepha irretita
- Anastrepha katiyari
- Anastrepha kuhlmanni
- Anastrepha lambda
- Anastrepha lanceola
- Anastrepha leptozona
- Anastrepha limae
- Anastrepha loewi
- Anastrepha longicauda
- Anastrepha ludens
- Anastrepha luederwaldti
- Anastrepha lutea
- Anastrepha lutzi
- Anastrepha macra
- Anastrepha macrura
- Anastrepha maculata
- Anastrepha magna
- Anastrepha manihoti
- Anastrepha manizaliensis
- Anastrepha margarita
- Anastrepha matertela
- Anastrepha maya
- Anastrepha mburucuyae
- Anastrepha megacantha
- Anastrepha minensis
- Anastrepha minuta
- Anastrepha mixta
- Anastrepha montei
- Anastrepha morvasi
- Anastrepha mucronota
- Anastrepha munda
- Anastrepha murrayi
- Anastrepha nascimentoi
- Anastrepha nigrifascia
- Anastrepha nigripalpis
- Anastrepha normalis
- Anastrepha nunezae
- Anastrepha obliqua
- Anastrepha obscura
- Anastrepha ocresia
- Anastrepha ornata
- Anastrepha pacifica
- Anastrepha palae
- Anastrepha pallens
- Anastrepha pallidipennis
- Anastrepha panamensis
- Anastrepha parallela
- Anastrepha parishi
- Anastrepha passiflorae
- Anastrepha pastranai
- Anastrepha perdita
- Anastrepha phaeoptera
- Anastrepha pickeli
- Anastrepha pittieri
- Anastrepha pseudanomala
- Anastrepha pseudoparallela
- Anastrepha pulchella
- Anastrepha pulchra
- Anastrepha punctata
- Anastrepha quararibeae
- Anastrepha quiinae
- Anastrepha ramosa
- Anastrepha reichardti
- Anastrepha relicta
- Anastrepha repanda
- Anastrepha rheediae
- Anastrepha robusta
- Anastrepha rosilloi
- Anastrepha sagittata
- Anastrepha sagittifera
- Anastrepha schausi
- Anastrepha schultzi
- Anastrepha scobinae
- Anastrepha serpentina
- Anastrepha shannoni
- Anastrepha similis
- Anastrepha simulans
- Anastrepha sinvali
- Anastrepha sodalis
- Anastrepha soroana
- Anastrepha sororcula
- Anastrepha spatulata
- Anastrepha speciosa
- Anastrepha steyskali
- Anastrepha stonei
- Anastrepha striata
- Anastrepha submunda
- Anastrepha subramosa
- Anastrepha superflua
- Anastrepha suspensa
- Anastrepha sylvicola
- Anastrepha tecta
- Anastrepha teli
- Anastrepha tenella
- Anastrepha teretis
- Anastrepha townsendi
- Anastrepha tripunctata
- Anastrepha tubifera
- Anastrepha tumida
- Anastrepha turicai
- Anastrepha turpiniae
- Anastrepha umbrosa
- Anastrepha undosa
- Anastrepha urichi
- Anastrepha willei
- Anastrepha xanthochaeta
- Anastrepha zenildae
- Anastrepha zernyi
- Anastrepha zeteki
- Anastrepha zucchii
- Anastrepha zuelaniae